# Biserica „Sfinții Arhangheli” din Cozma
Biserica „Sfinții Arhangheli” din Cozma este un ansamblu de monumente istorice aflat pe teritoriul satului Cozma, comuna Cozma.
Ansamblul este format din două monumente:
- Biserica „Sf. Arhangheli” (cod LMI MS-II-m-A-15634.01)
- Cimitir (cod LMI MS-II-m-A-15634.02)

## Galerie

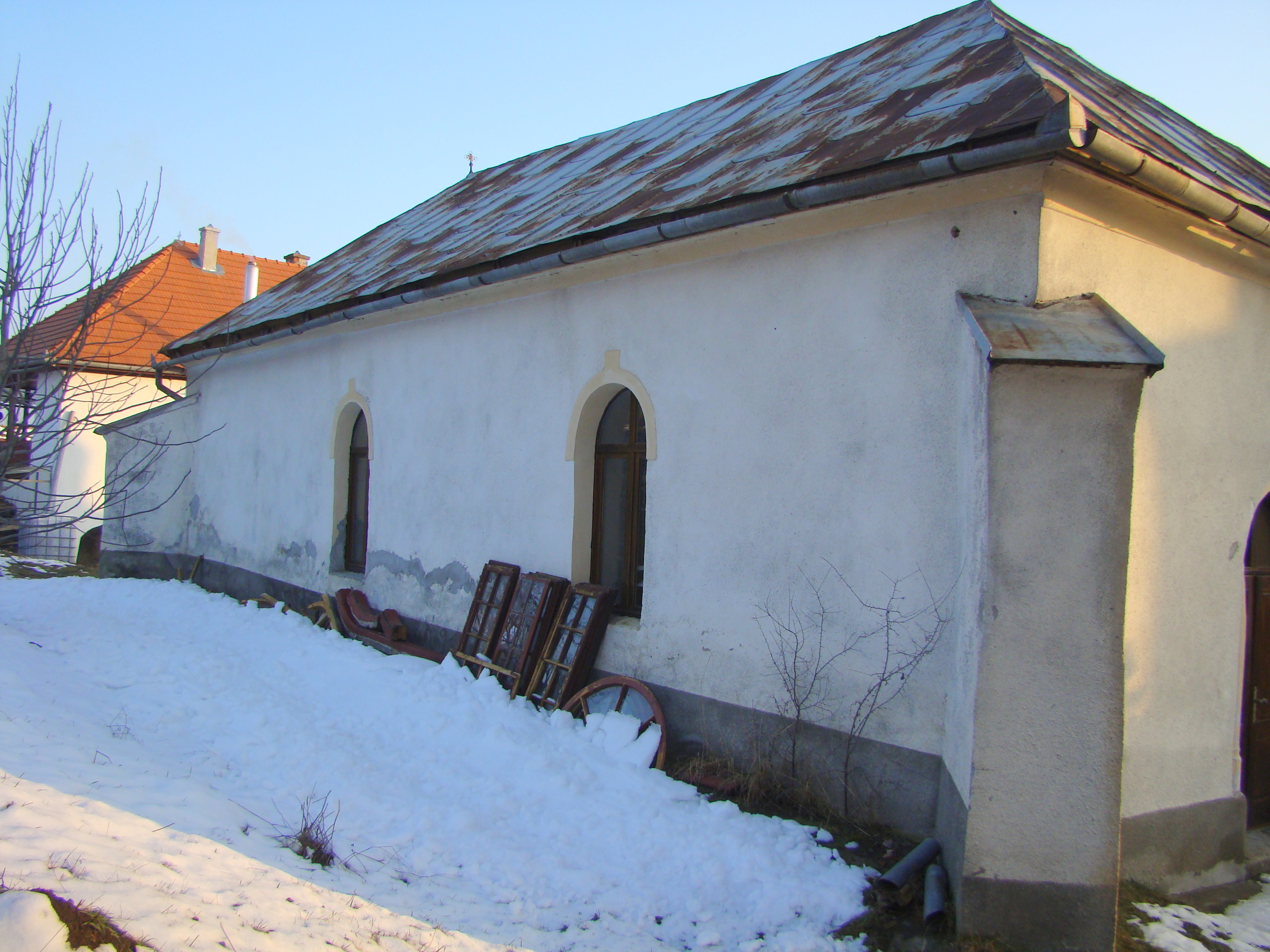
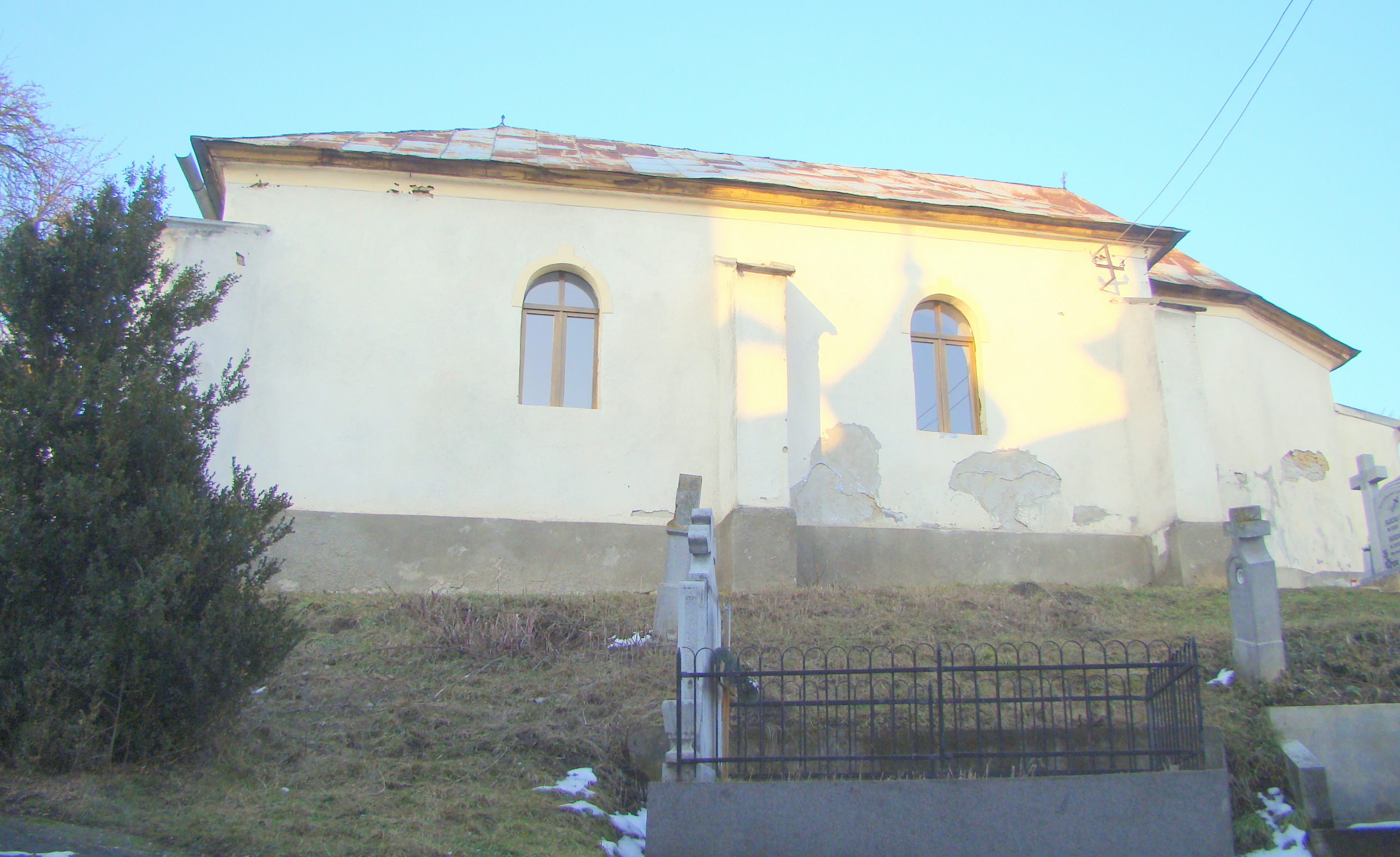
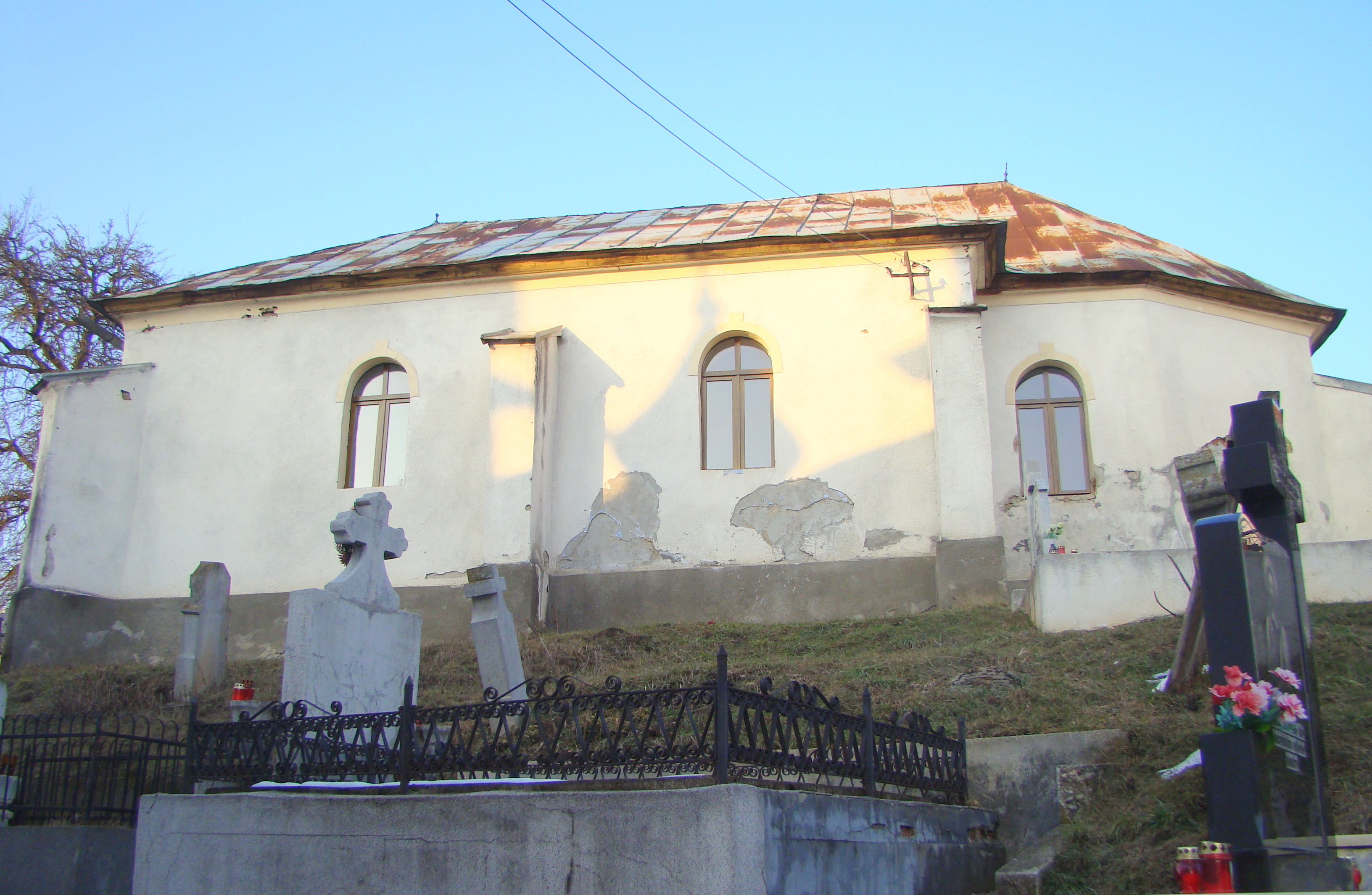
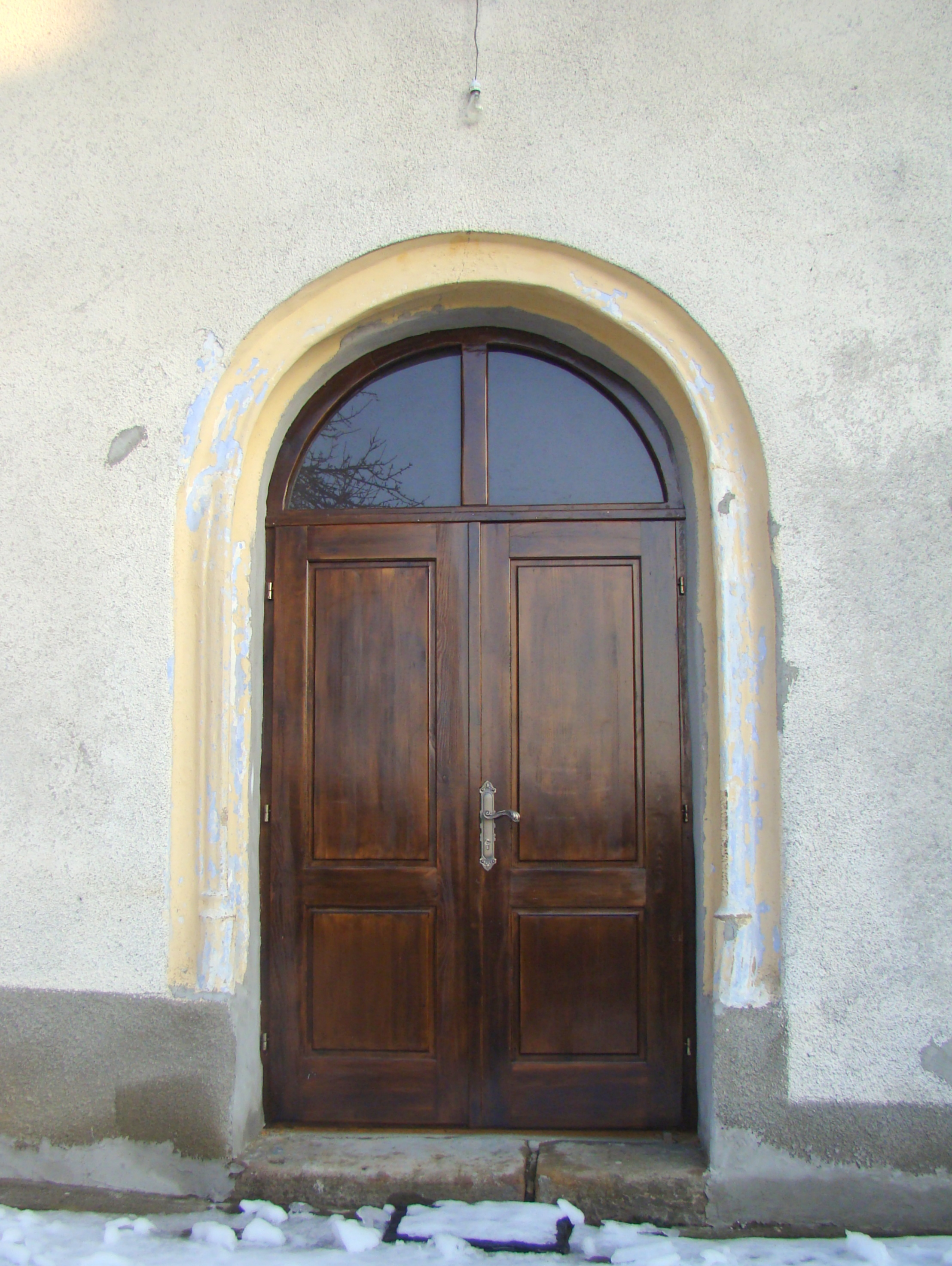
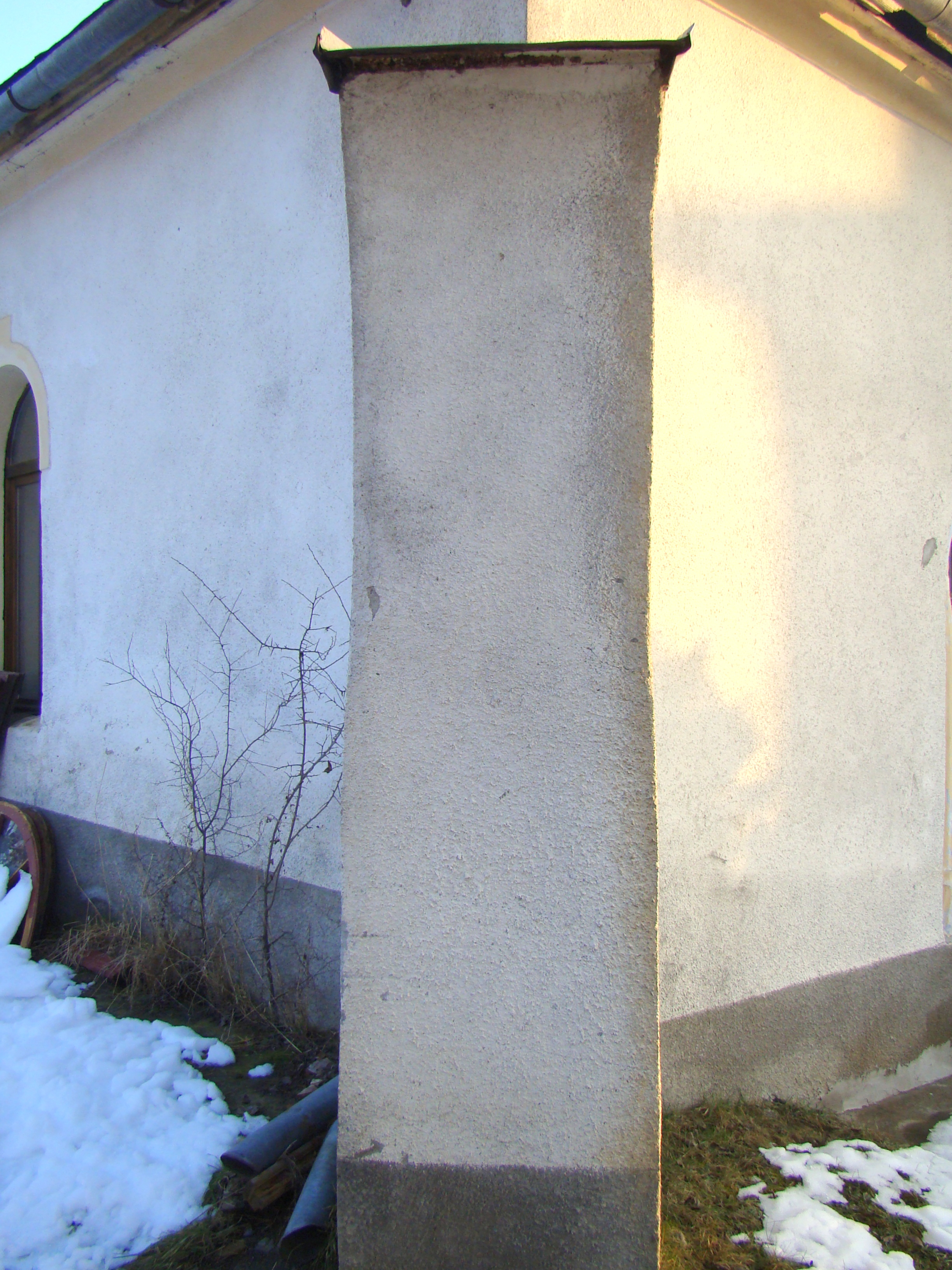